# Megalognatha simplex
Megalognatha simplex es una especie de insecto coleóptero de la familia Chrysomelidae.
Fue descrita científicamente en 1904 por Julius Weise.